# Mauthner Klára
Mauthner Klára (Arad, 1909. június 13. – ?) magyar háztartástani szakíró, műfordító. Írói neve Erdős Klára.

## Életútja
Középiskolai tanulmányait Nagyszebenben fejezte be (1925). A Színház- és Zeneművészek Szakszervezetének ügyintézője (1946-49), majd az Előre, a Bukaresti Rádió, végül az Agerpres Hírügynökség fordító-szerkesztője. Lefordította Matei Gall Virradat előtt (1959) c. munkáját, névtelenül Nina Decuseara-Bocșan Gyorsan, olcsón, ízletesen (1971) c. szakácskönyvét és Irina és Mihail Hunian A kozmetika ábécéje (1972) c. kötetét.

## Önálló kötetei
- Könnyű étrend – korszerű táplálkozás (1973);
- Vadat, halat s mi jó falat (1977).